# 澳門巴士701X路線
澳門巴士701X路線是由澳巴及新福利聯營，往返澳門大學和望德聖母灣的巴士路線。

## 簡介及歷史

### 簡介
- 2019年11月，因應澳門路氹邊檢大樓搬遷至橫琴口岸，蓮花大橋轉為澳門境內的管轄範圍，蓮花口岸專線需改為本地公共巴士路線；而交通事務局公佈第一階段的交通初步安排中，就有計劃將蓮花口岸專線轉為公共巴士路線，由澳巴及新福利聯營。[1]

- 2020年8月13日，交通事務局局長林衍新接受傳媒訪問時，表示會新增一條路線和延長兩條路線往返橫琴口岸澳門口岸區，詳情開線前一日才公佈。[2]

### 歷史
- 2020年8月18日，本線開設，取代蓮花口岸專線。首班車由澳巴負責營運，當天14:50從「蓮花大橋」站開出。

- 2021年1月9日，服務範圍伸延至連貫公路，「蓮花大橋」站永久取消，新增停靠「連貫公路／新濠影匯」和「路氹城馬路／新濠影匯」站。往路氹方向電牌由「蓮花大橋」改為「路氹連貫公路」。[3]

- 2021年8月14日，新增停靠“蓮花路／新濠影匯”站。[4]

- 2022年7月11日至17日，因實施「全澳相對靜止管理」措施，本線暫停營運。[5]

- 2022年7月18日至22日，因宣佈延長“相對靜止管理”措施，本線維持上述措施。[6]

- 2022年7月23日起，因“相對靜止管理”結束，本線恢復營運。[7]

- 2022年8月4日，由於青茂口岸過多旅客通關，治安警察局及交通事務局由下午起安排旅遊巴接載過關市民往港珠澳大橋澳門口岸；20:00起更協調兩巴的車輛作支援，但由於該口岸通關時間只到22:00，因此警方及交通事務局協調兩巴及旅遊巴公司開出由青茂口岸前往橫琴澳方口岸的特別班次。[註 1][8][9]

- 2023年9月26日15:00起，為配合橫琴口岸二期新客貨車通道及澳門大學連接橫琴口岸通道橋同步開通，作出以下改動：[10][11]
  - 總站調整至“澳門大學總站”；
  - 調整「橫琴澳方口岸」站之停靠位置至口岸二期交通平台的F2車道；
  - 擴大服務範圍至路氹城。新增停靠“連貫公路／巴黎人”、“永進馬路／美獅美高梅”、“路氹新城”、“蓮花路／體育館馬路”、“溜冰路／東亞運體育館”、“機場大馬路／上葡京”、“路氹東／新濠天地”、“霍英東馬路／新濠天地”、“望德聖母灣馬路／連貫公路”、“新城大馬路／威尼斯人”、“路氹西／金光會展”、“路氹城馬路／巴黎人”、“蓮花圓形地”站，取消停靠“路氹城馬路／新濠影匯”站。

- 2023年12月2日起，07:00-23:35的班距調整至10-25分鐘。[12]

- 2024年4月30日起，以試行形式新增停靠「射擊路／上葡京」站。[13]

- 2024年8月起，配合澳門大學開課，於早上尖峰時段開設特班車，由橫琴澳方口岸前往澳門大學總站。[14]

- 2024年10月21日起，上述特班車改於上課日傍晚尖峰時段服務，正式命名為701XS。[15]

- 2025年1月27日起，新增停靠「體育館大馬路／美獅美高梅」站。

## 本線特色
- 本線為澳門第二條24小時營運的巴士路線。

- 本線為澳門目前最大編號的巴士路線。

- 本線為2011年新巴士服務後首條非臨時性質的兩巴聯營路線。

- 本線為2011年新巴士服務後新福利第一條於凌晨通宵服務的路線。

- 本線為唯一一條途經所有路氹大型綜合度假村的路線。

- 本線雖然名義上為兩巴合作，實際為兩巴每月交替一次。首月為澳巴，翌月為新福利，如此類推。[註 2]

- 本線於2022年8月4日出現「一路兩線」情況，當日交通事務局協調兩巴另外開通本線特別班次由青茂口岸直達橫琴澳方口岸，是繼開線當日後，兩巴再次同日經營本線。同時也是本線首次延伸服務至澳門半島。

- 本線為首條途經澳門大學連接橫琴口岸通道橋的日間路線。

- 為區別兩巴營運，本線在新福利營運期間，其電子收費系統中將其定編為X701。[16]

## 營運日期
| 年份                                 | 1月      | 2月 | 3月 | 4月 | 5月 | 6月 | 7月 | 8月      | 9月 | 10月 | 11月 | 12月 |
| ------------------------------------ | -------- | --- | --- | --- | --- | --- | --- | -------- | --- | ---- | ---- | ---- |
| 2020                                 |          |     |     |     |     |     |     | [ 註 3 ] |     |      |      |      |
| 2020                                 | [ 註 4 ] |     |     |     |     |     |     |          |     |      |      |      |
| 2021                                 |          |     |     |     |     |     |     |          |     |      |      |      |
| 2022                                 |          |     |     |     |     |     |     | [ 註 5 ] |     |      |      |      |
| 2022                                 | [ 註 6 ] |     |     |     |     |     |     |          |     |      |      |      |
| 2023                                 |          |     |     |     |     |     |     |          |     |      |      |      |
| 2024                                 |          |     |     |     |     |     |     |          |     |      |      |      |
| 2025                                 |          |     |     |     |     |     |     |          |     |      |      |      |
| 註釋                                 |          |     |     |     |     |     |     |          |     |      |      |      |
| - 橙色標示為澳巴；而黃色標示為新福利 |          |     |     |     |     |     |     |          |     |      |      |      |

## 使用車輛

### 澳巴
2022年4月1日前：

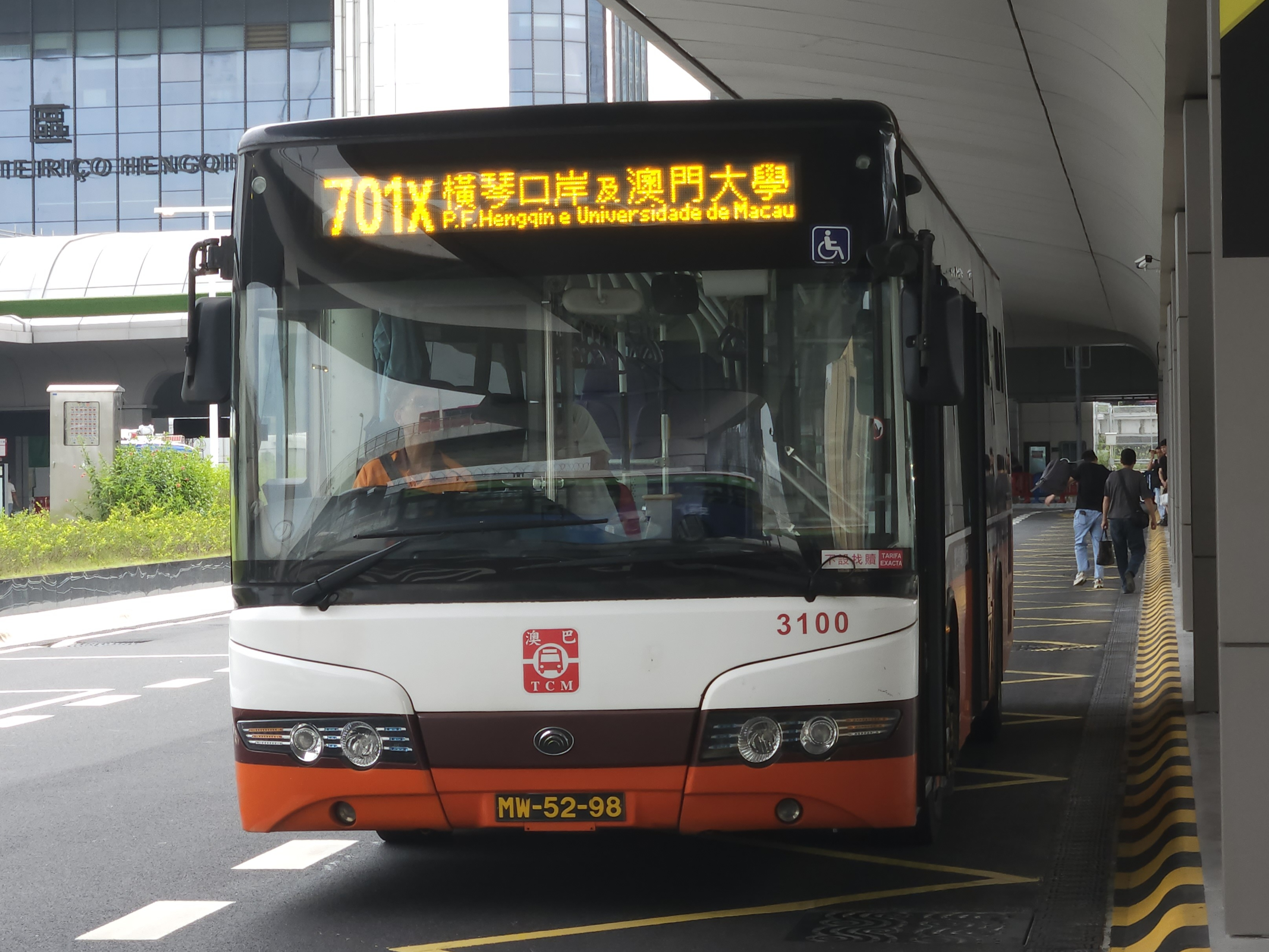
宇通ZK6115HG1
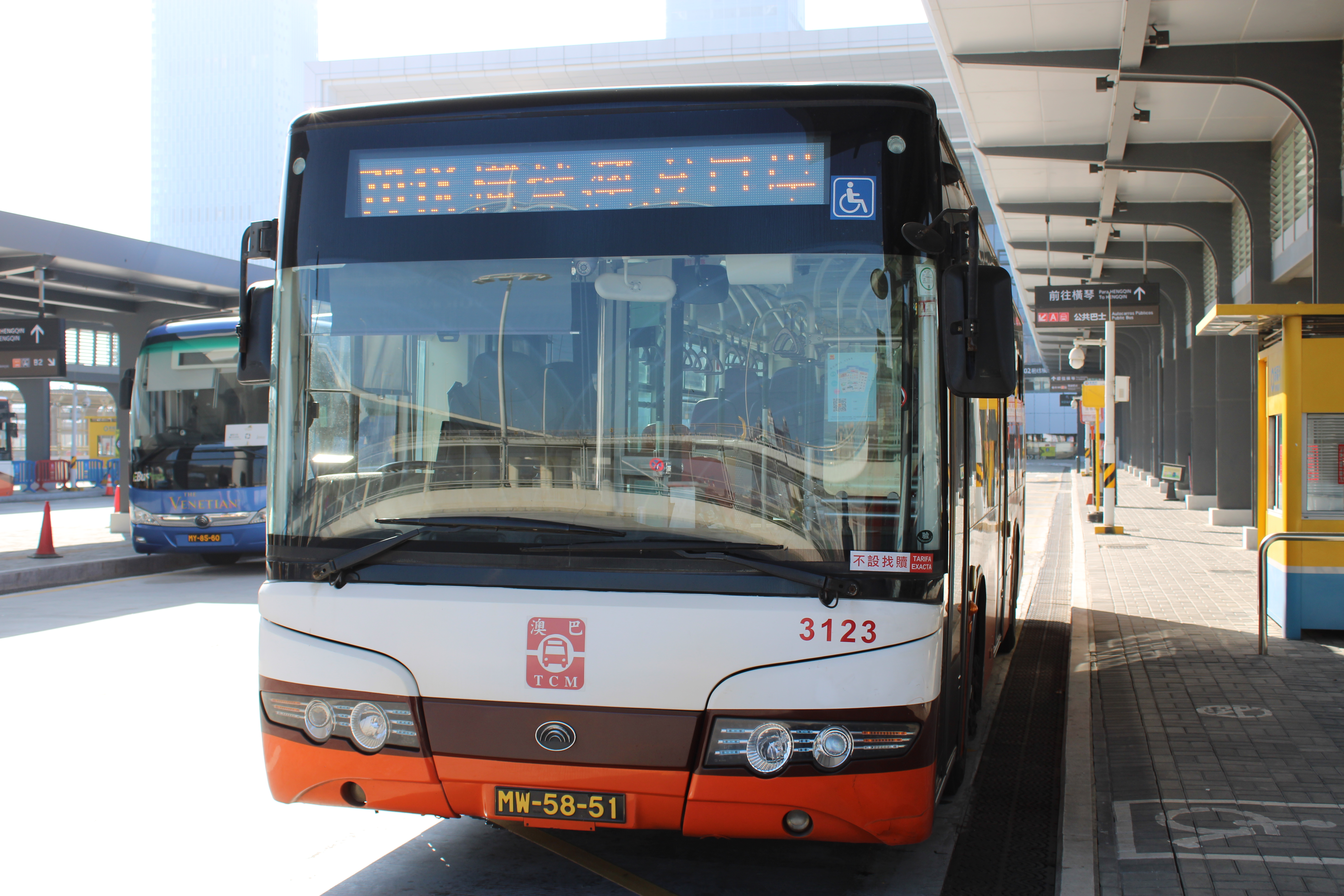
宇通ZK6115HG1
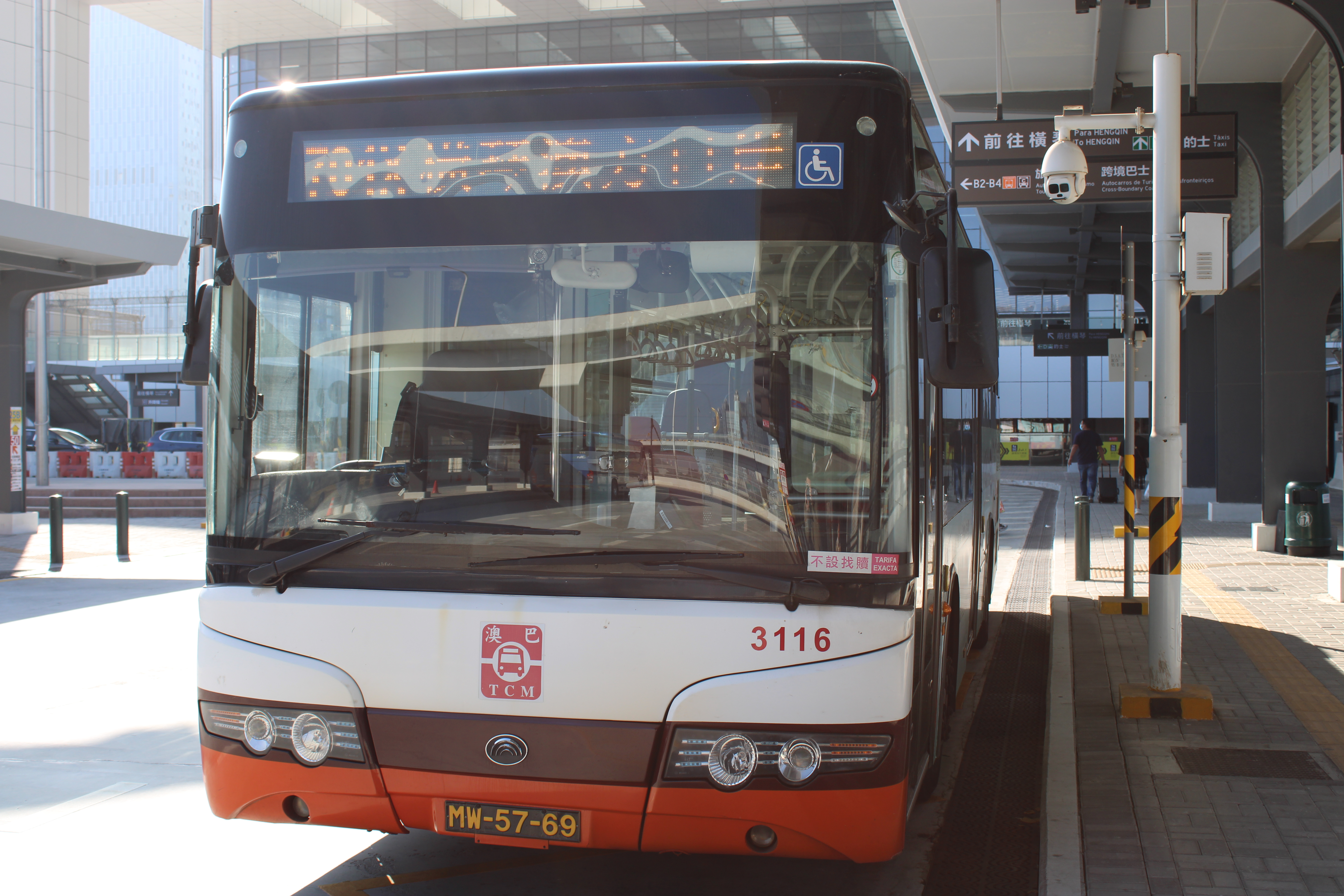
宇通ZK6115HG1
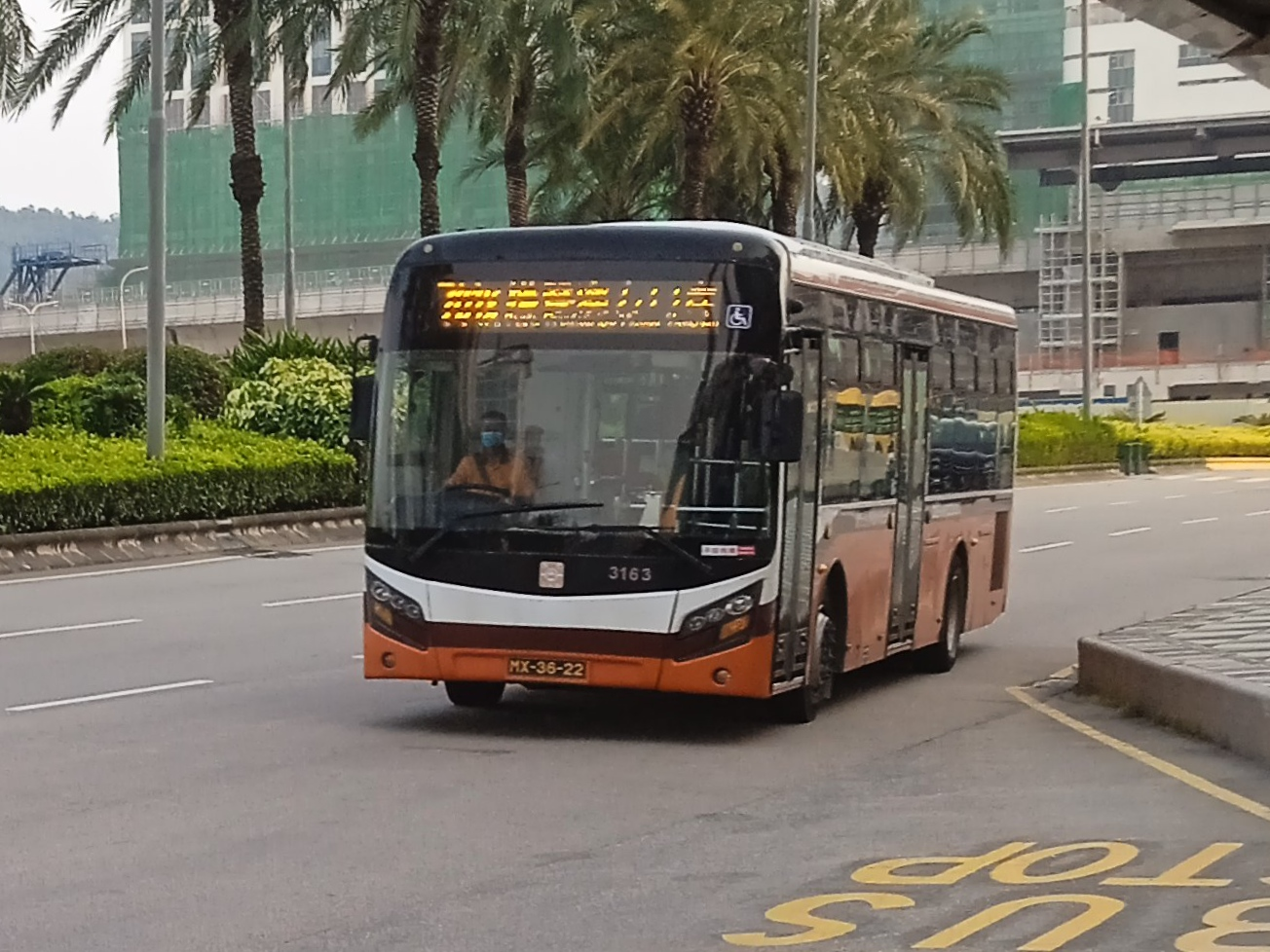
廈門金旅XML6105J15
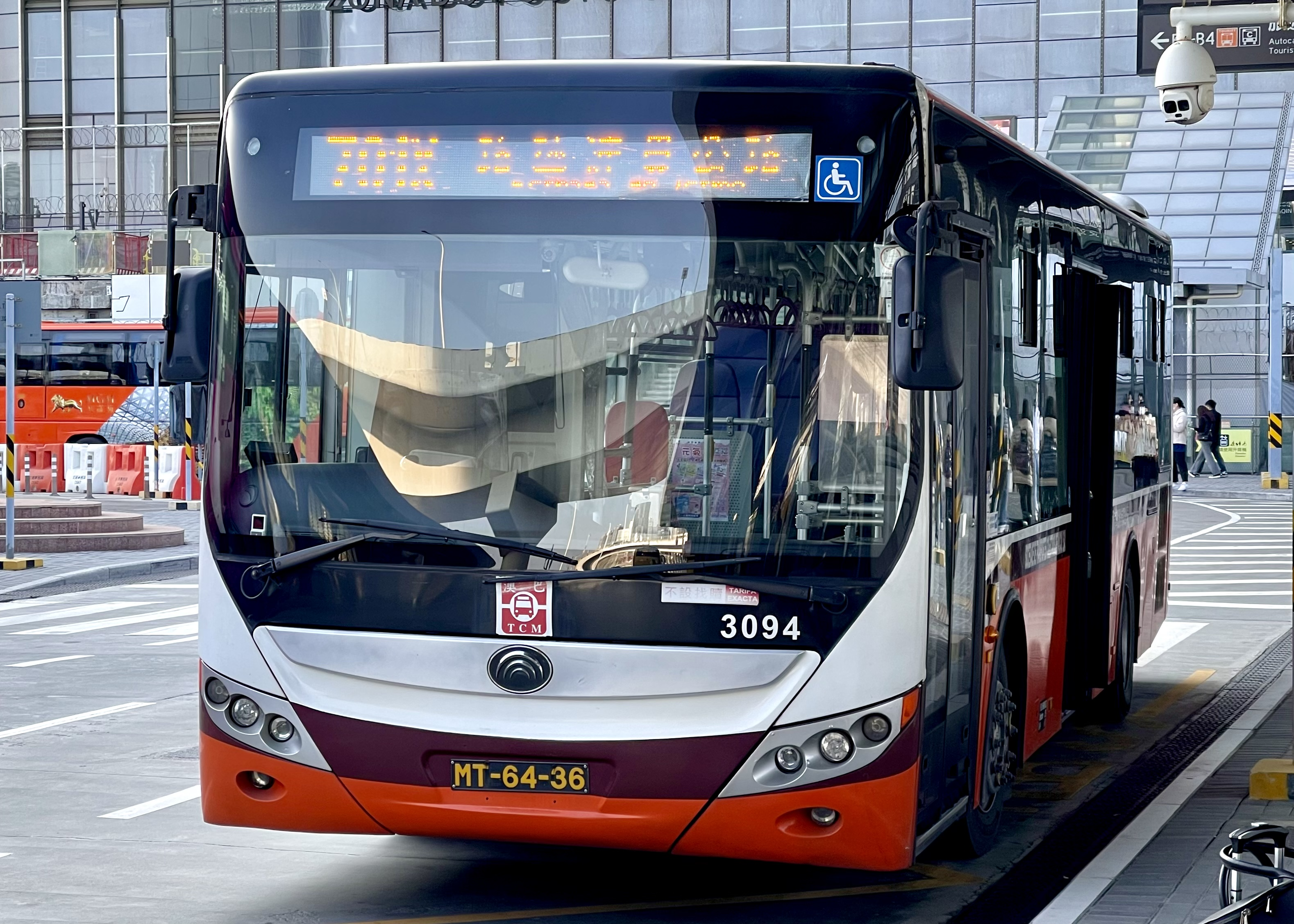
宇通ZK6118HGE
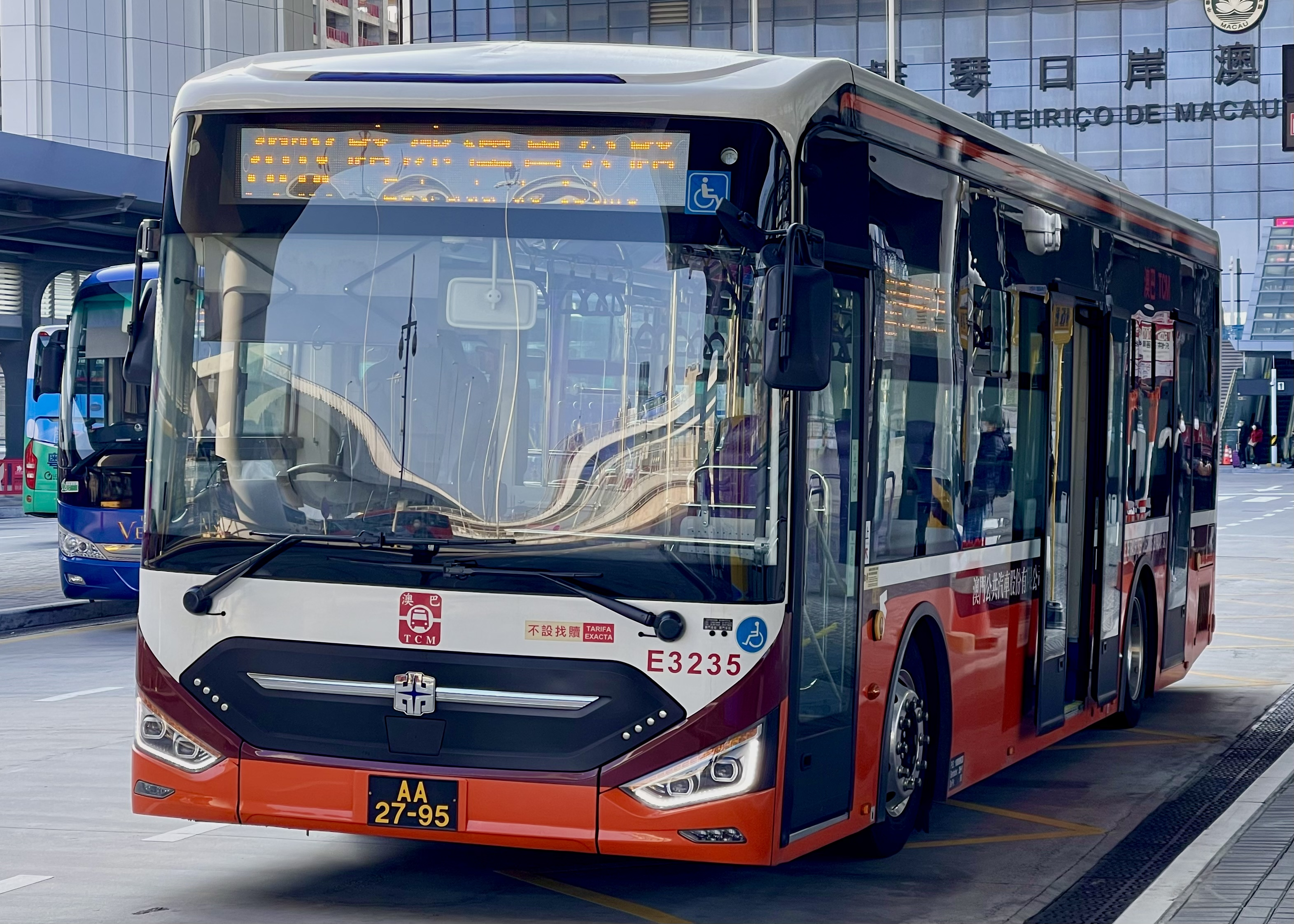
中通LCK6113SHEVG
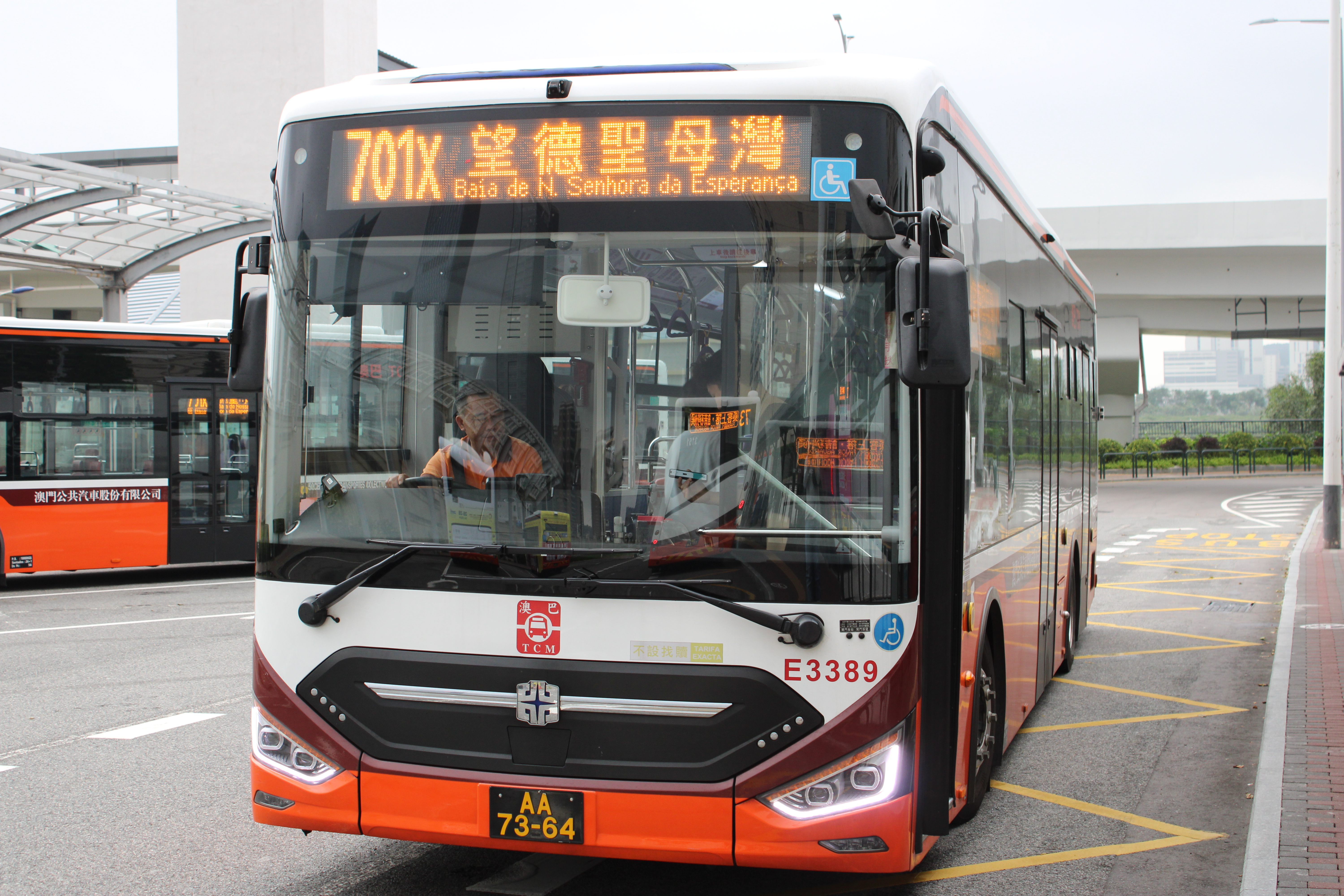
中通LCK6113SHEVG
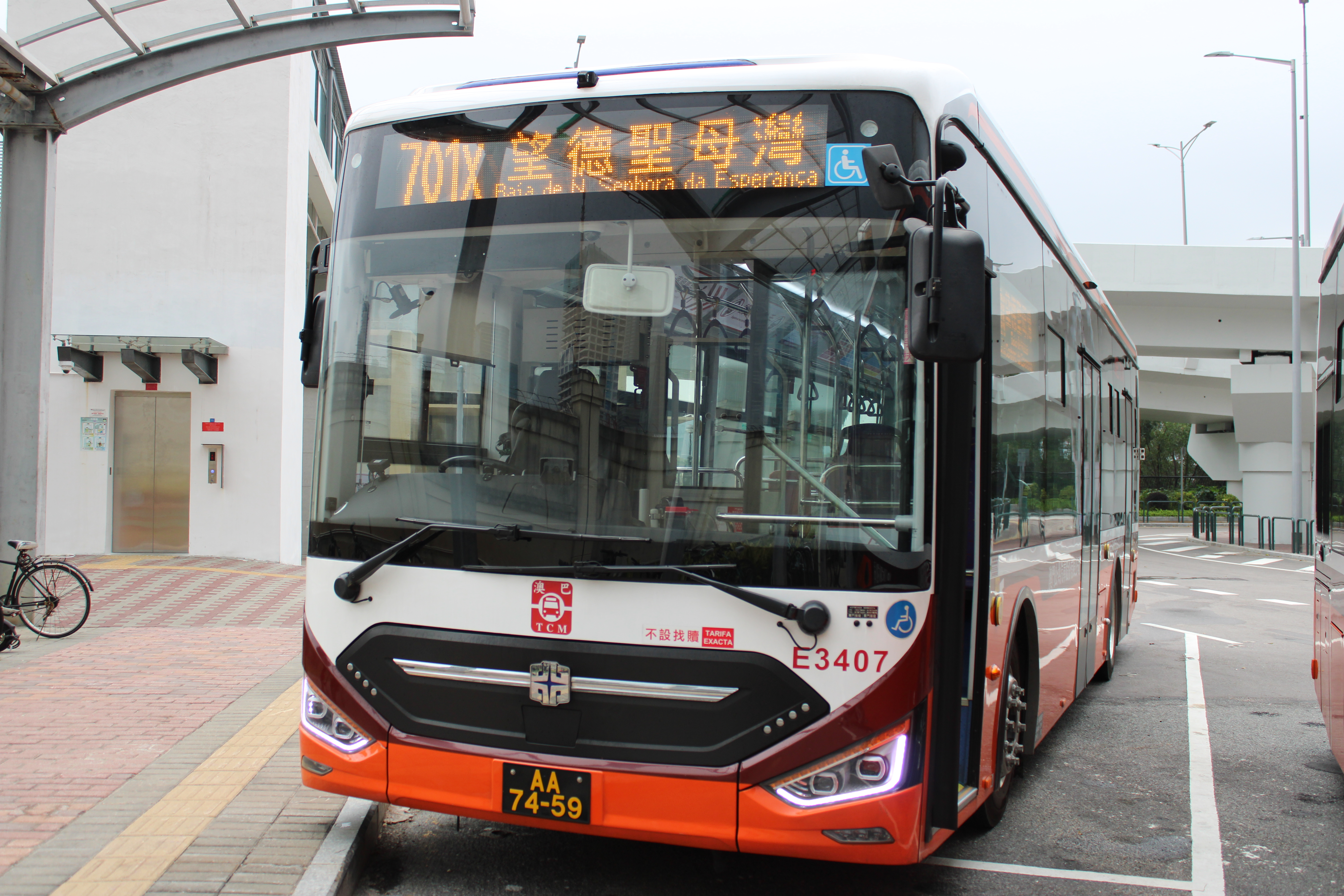
中通LCK6113SHEVG
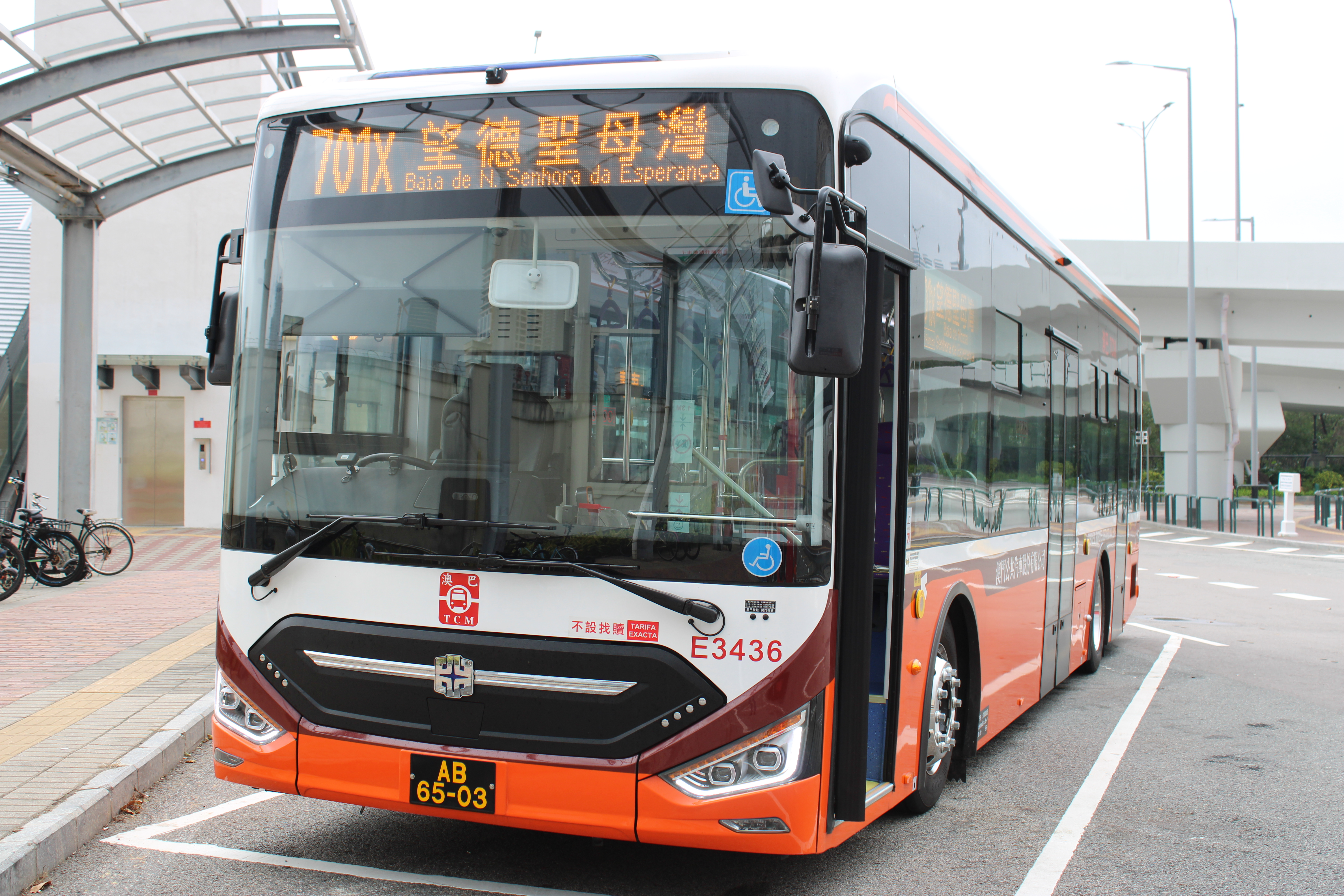
中通LCK6113SHEVG
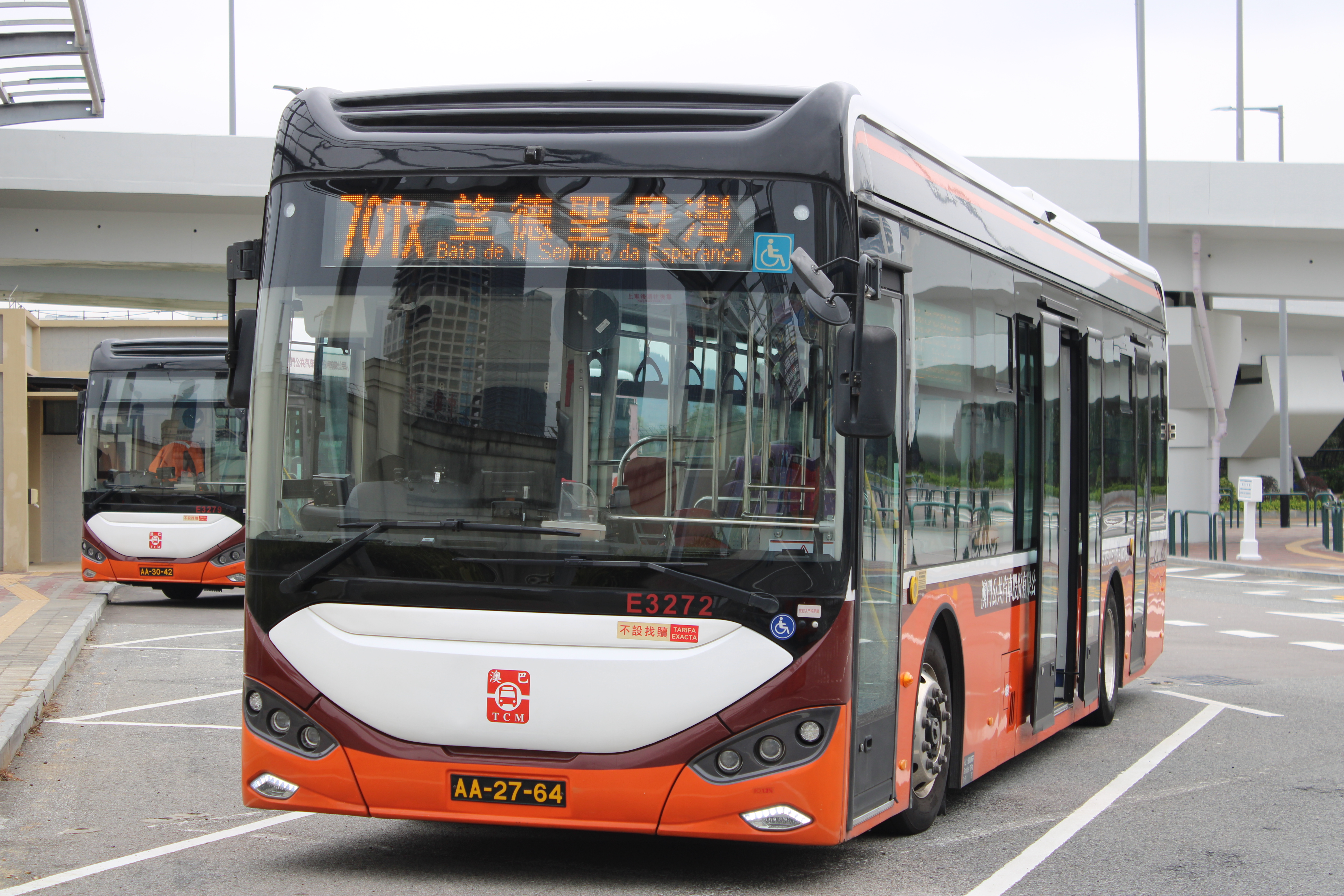
蘇州金龍KLQ6116GHEV

2022年4月1日起：
- 宇通ZK6115HG1
- 宇通ZK6118HGE

2022年6月1日起：
- 宇通ZK6118HGE
- 宇通ZK6115HG1
- 中通LCK6113SHEVG

2022年6月19日起：
- 宇通ZK6118HGE
- 宇通ZK6115HG1

2022年7月23日起：
- 宇通ZK6118HGE

2022年9月1日起：
- 宇通ZK6118HGE
- 宇通ZK6115HG1
- 宇通ZK6105HG

2022年11月1日起：
- 宇通ZK6118HGE
- 宇通ZK6115HG1

2023年1月23日：
- 宇通ZK6115HG1
- 中通LCK6113SHEVG

2023年1月24日：
- 宇通ZK6118HGE
- 中通LCK6113SHEVG
- 蘇州金龍KLQ6116GHEV

2023年3月1日起：
- 蘇州金龍KLQ6116GHEV
- 中通LCK6113SHEVG

2023年5月2日：
- 宇通ZK6115HG1
- 中通LCK6113SHEVG

2023年10月7日起：
- 中通LCK6113SHEVG

2024年2月1日起：
- 中通LCK6113SHEVG
- 蘇州金龍KLQ6116GHEV

2024年4月1日起：
- 中通LCK6113SHEVG

### 新福利
2021年1月前：
- 蘇州金龍KLQ6108GQE5

2021年1月起：
- 宇通ZK6116HG

2021年3月起：
- 蘇州金龍KLQ6108GQ28E4

2021年11月起：
- 蘇州金龍KLQ6108GQ28E4
- 蘇州金龍KLQ6129GQE4

2022年3月起：

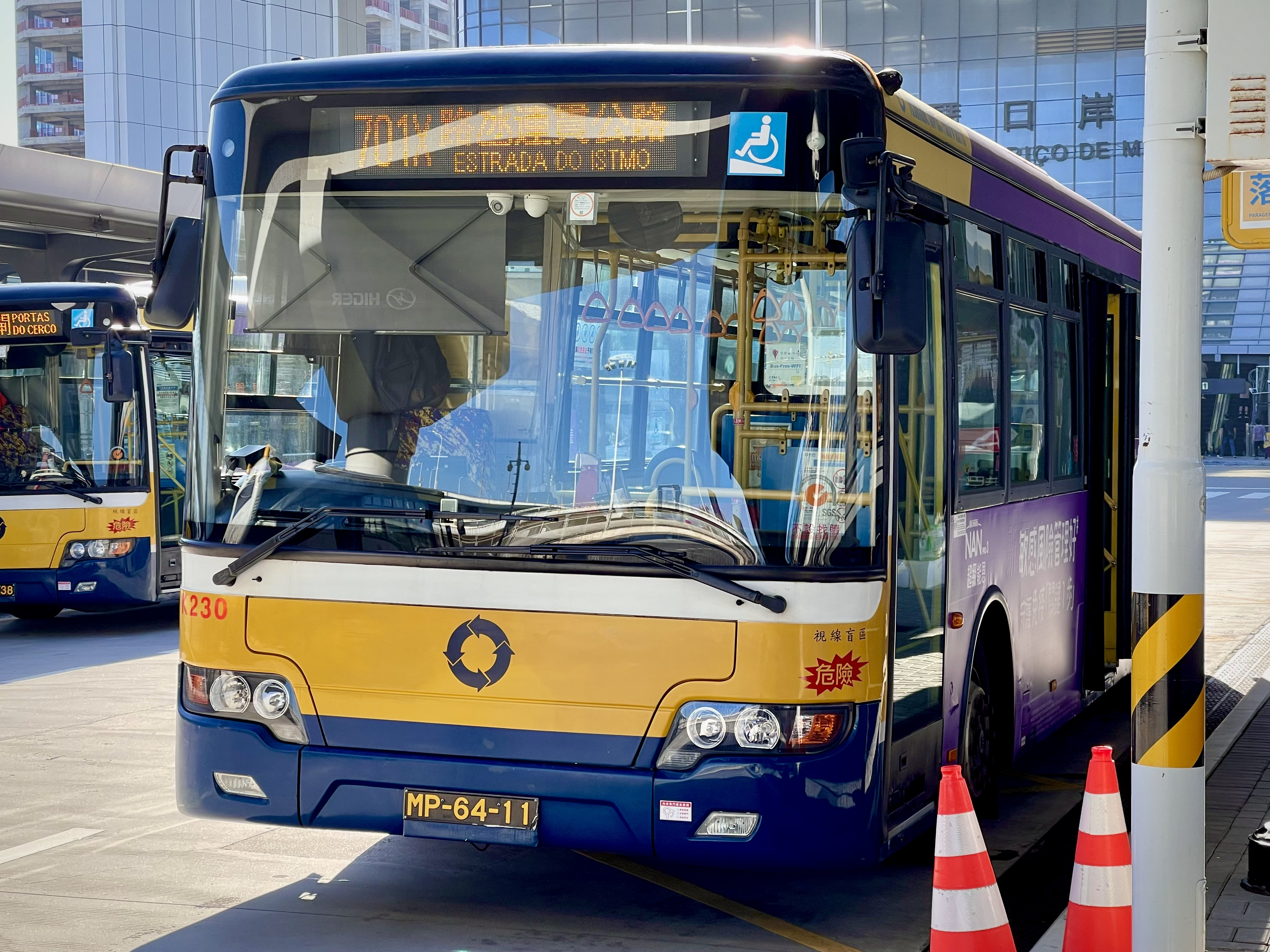
蘇州金龍KLQ6108GQ30
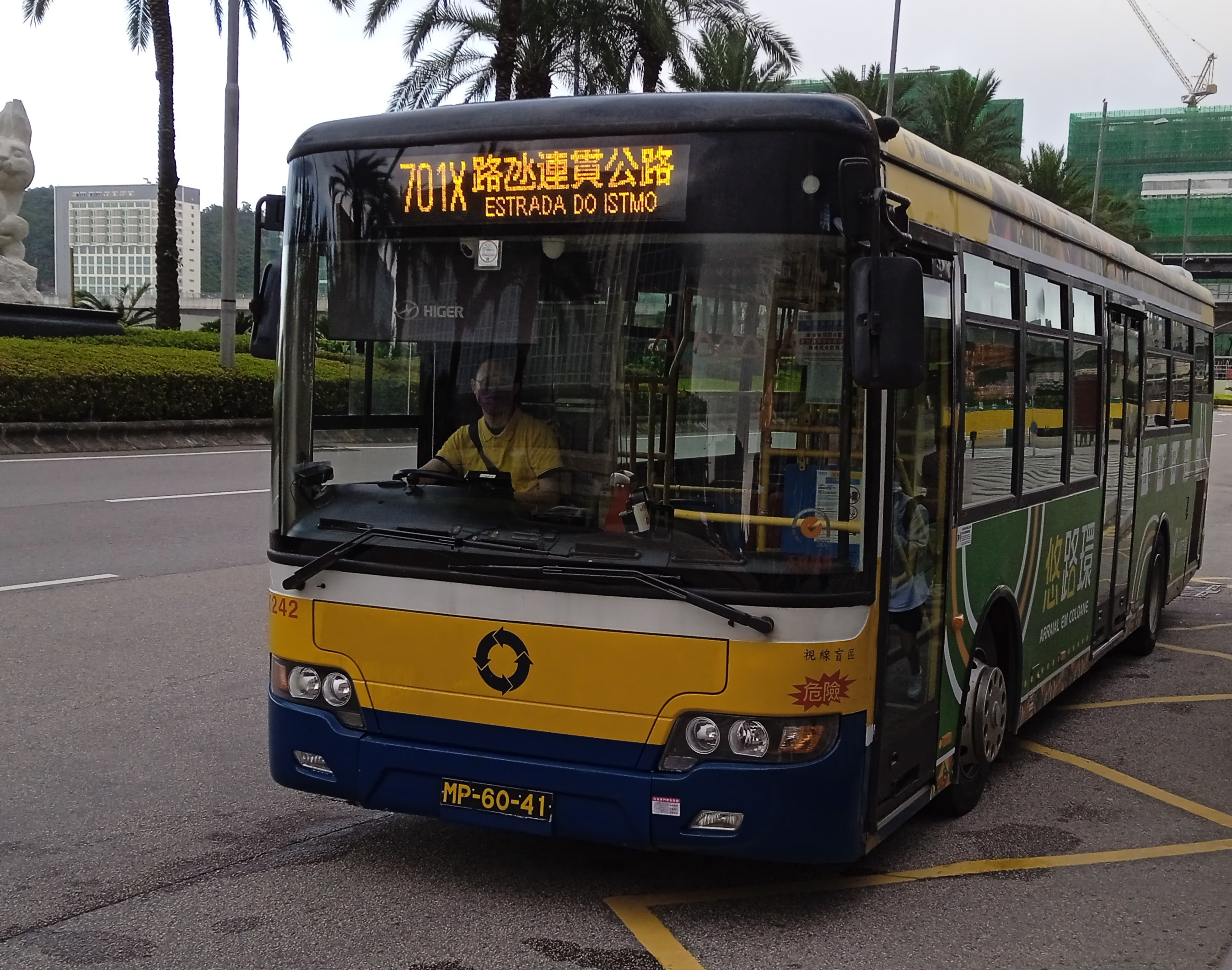
蘇州金龍KLQ6108GQ28
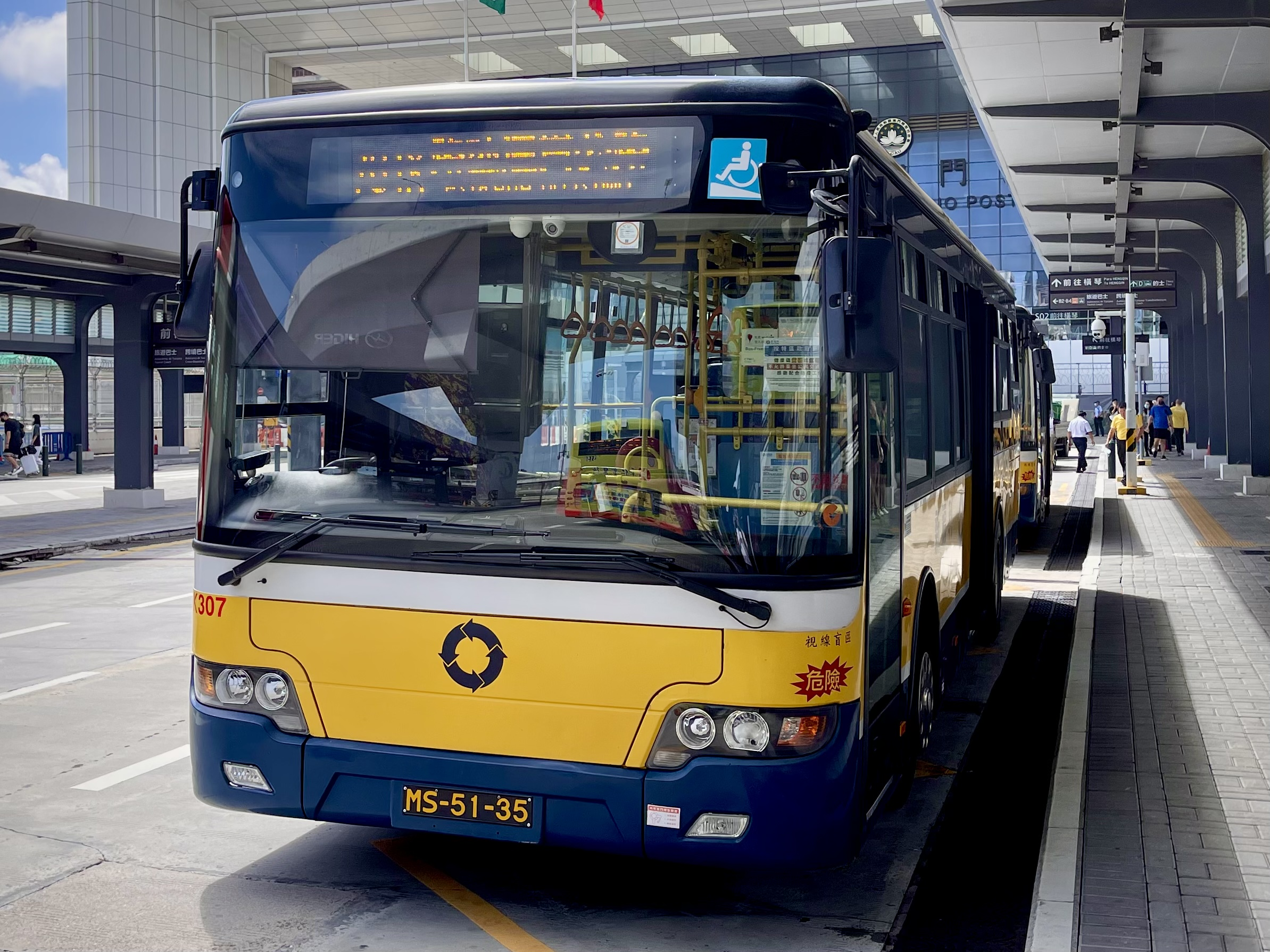
蘇州金龍KLQ6108GQ28E4
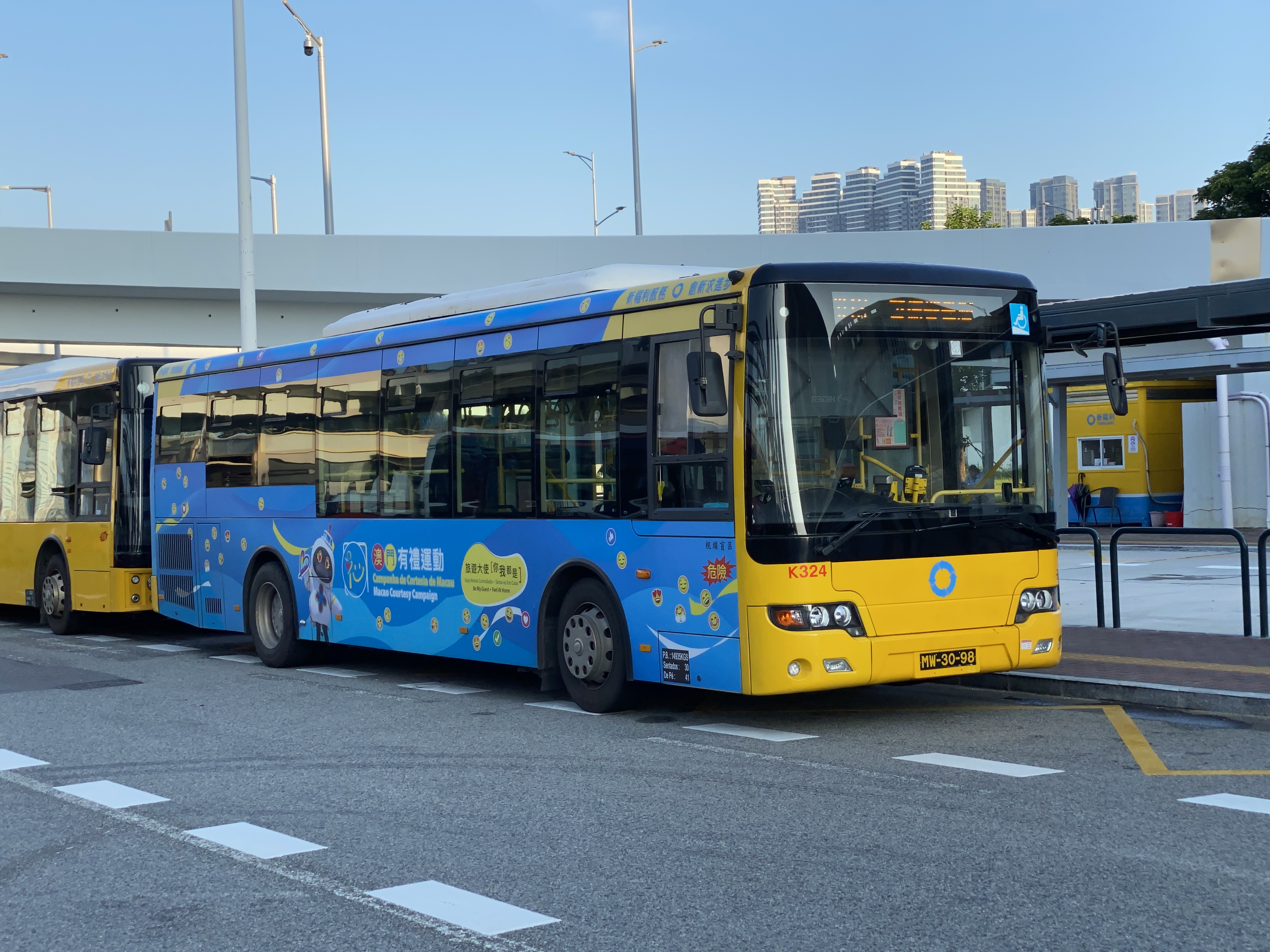
蘇州金龍KLQ6108GQ28E4
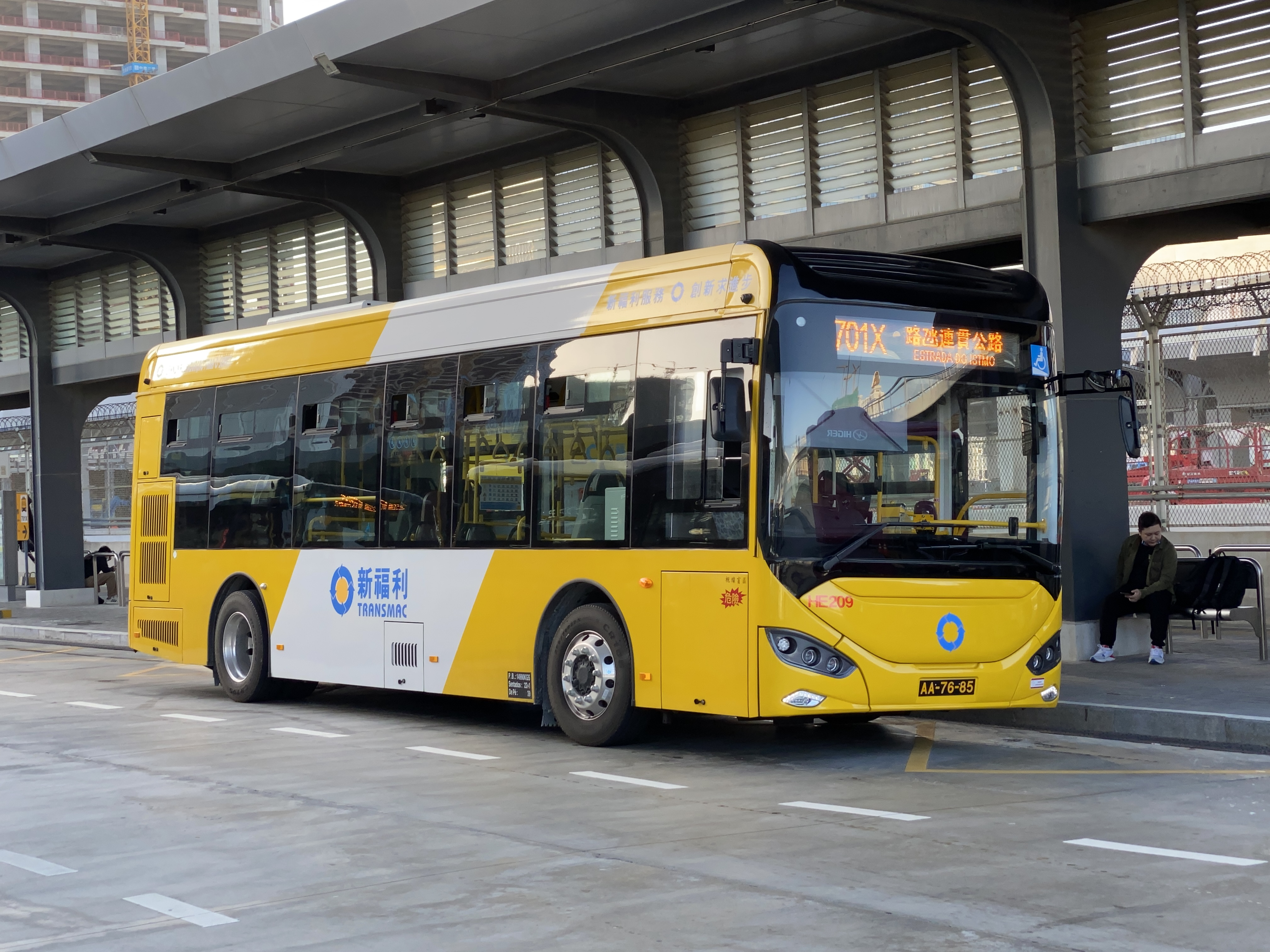
蘇州金龍KLQ6106GHEV
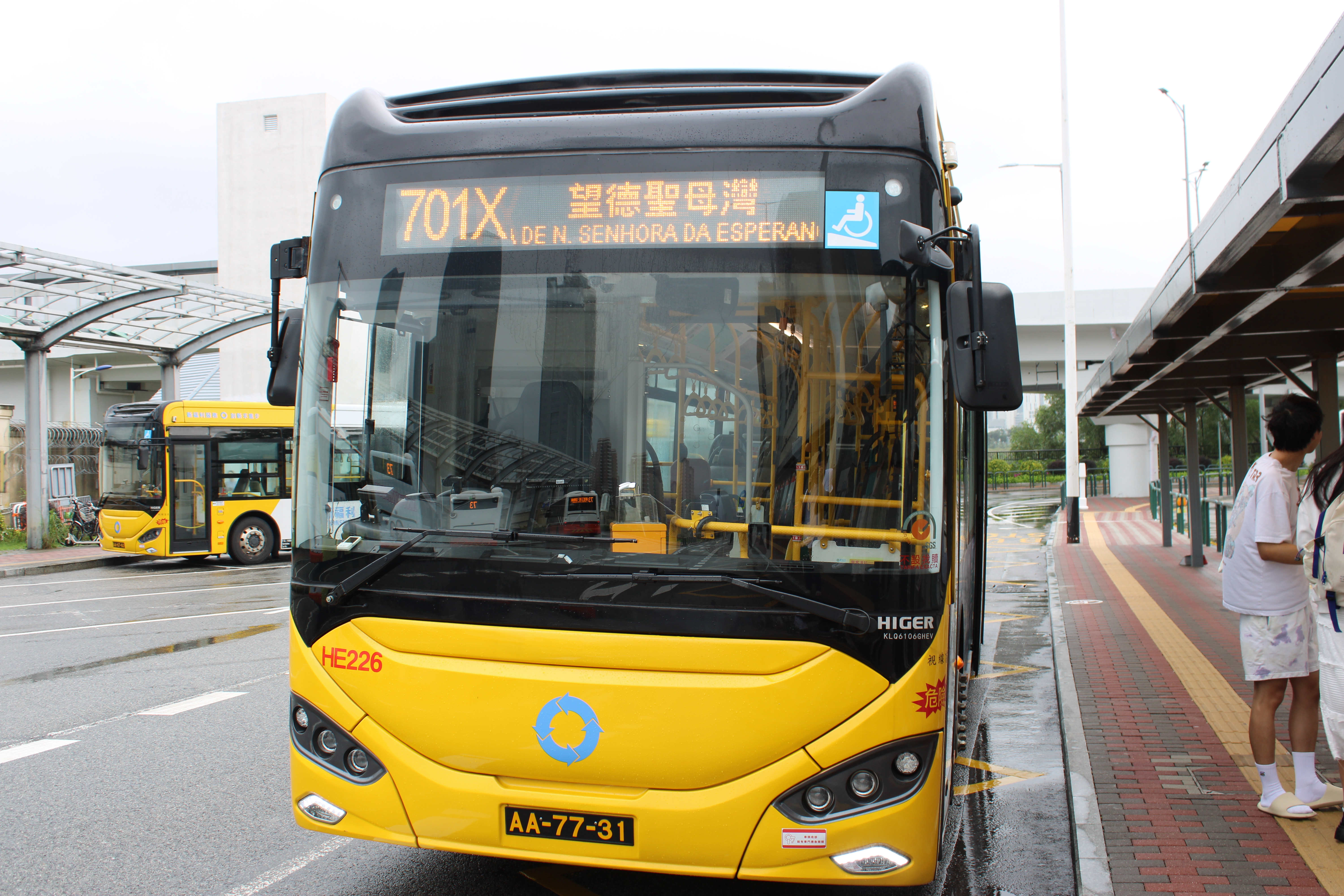
蘇州金龍KLQ6106GHEV
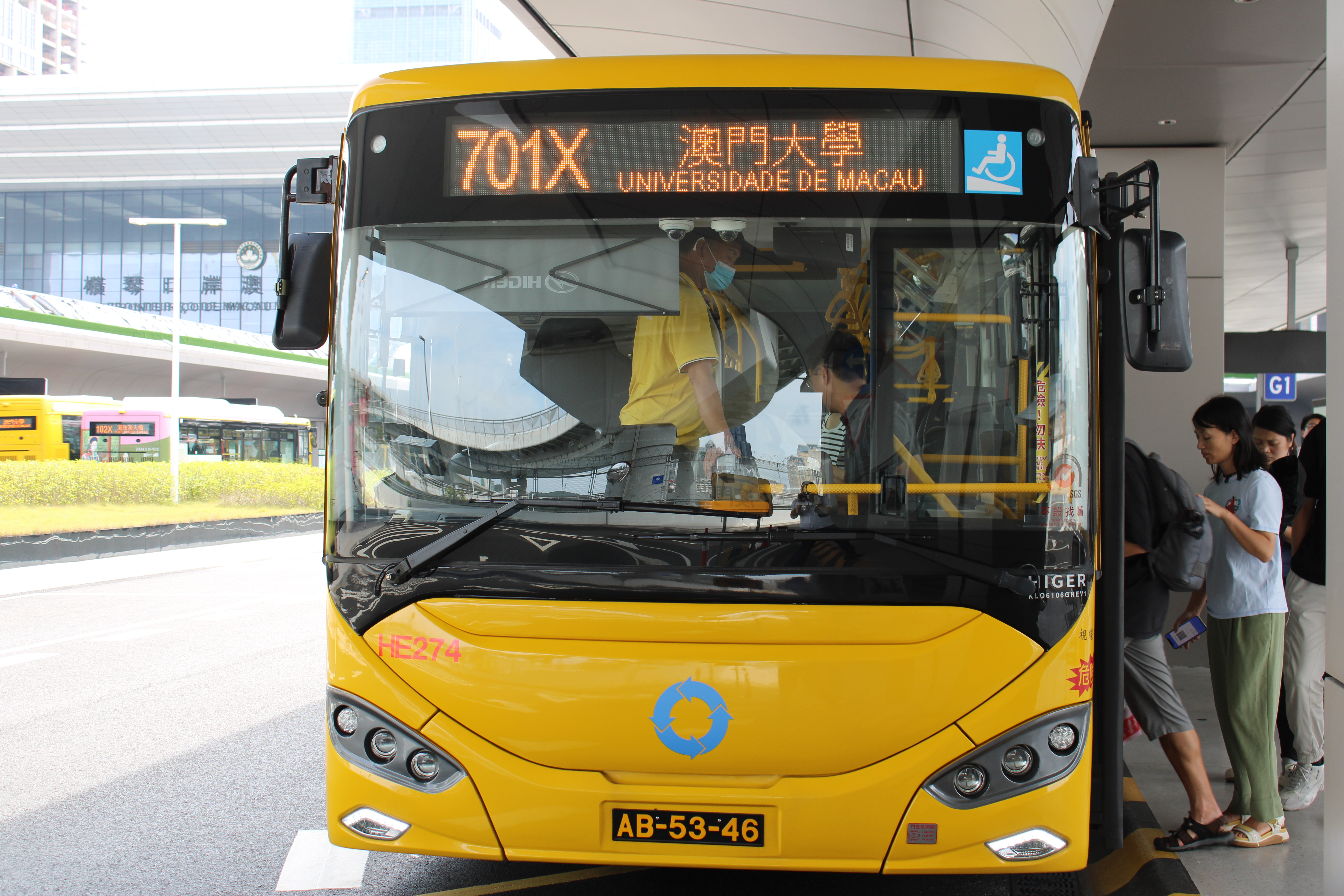
蘇州金龍KLQ6106GHEV1
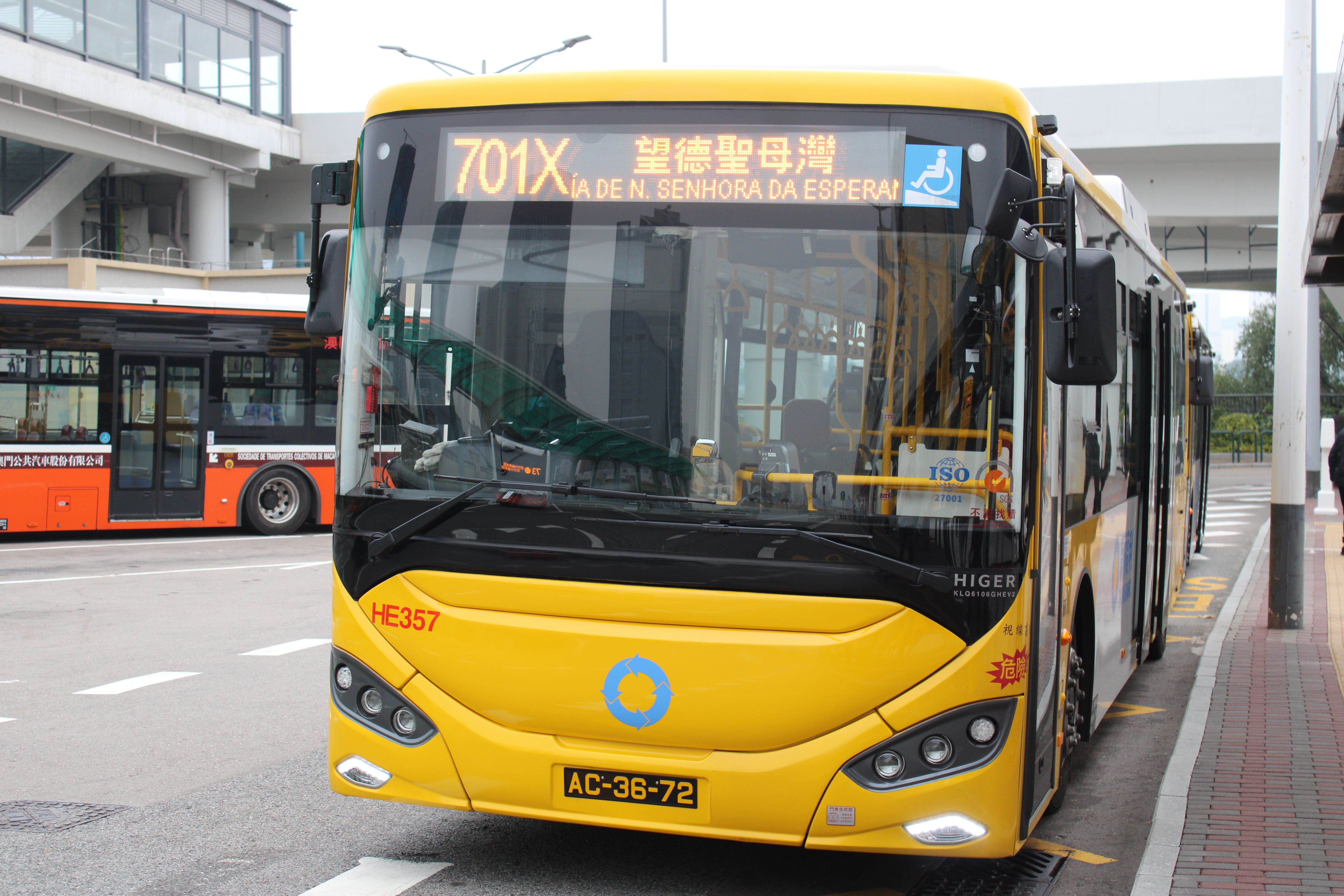
蘇州金龍KLQ6106GHEV2
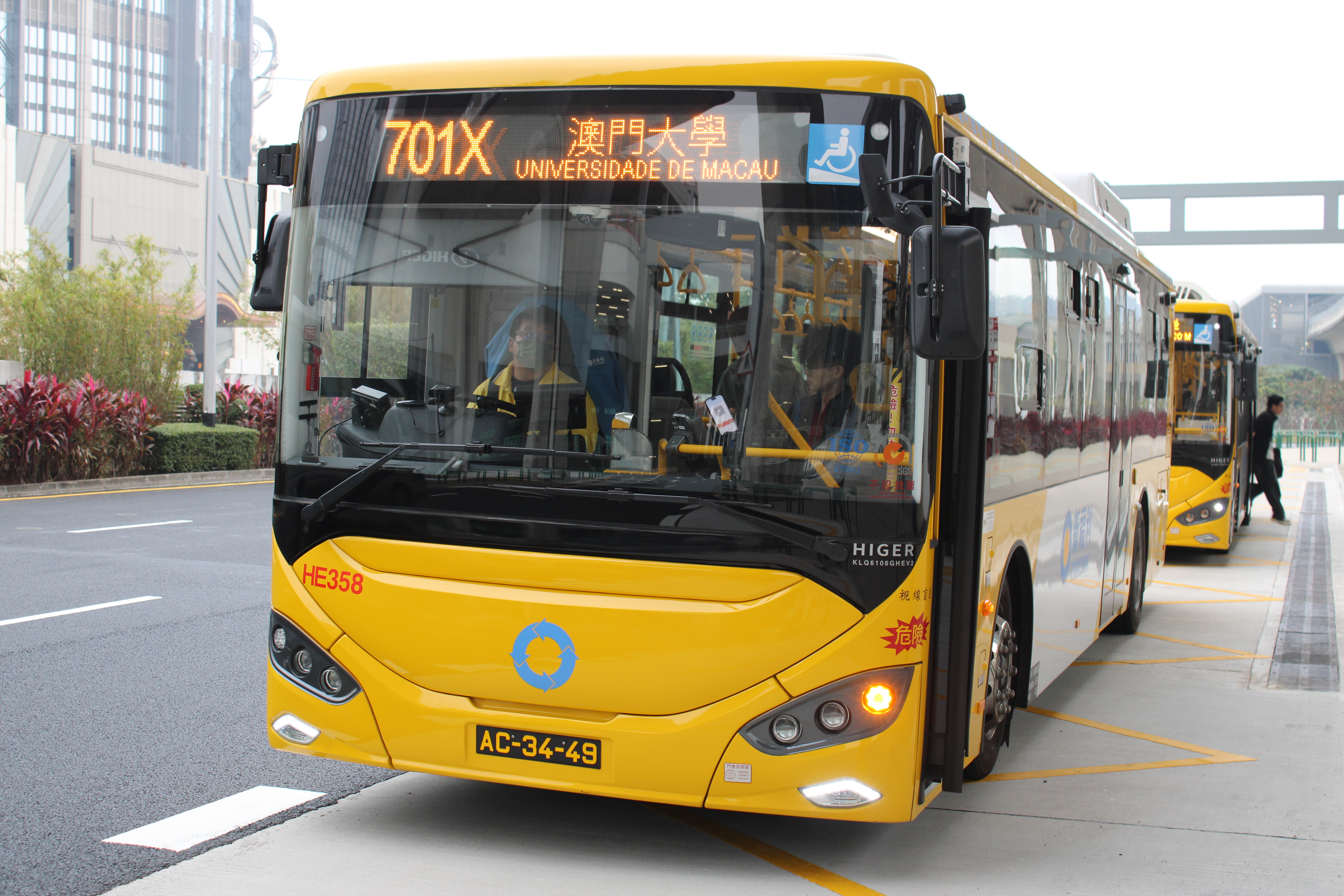
蘇州金龍KLQ6106GHEV2
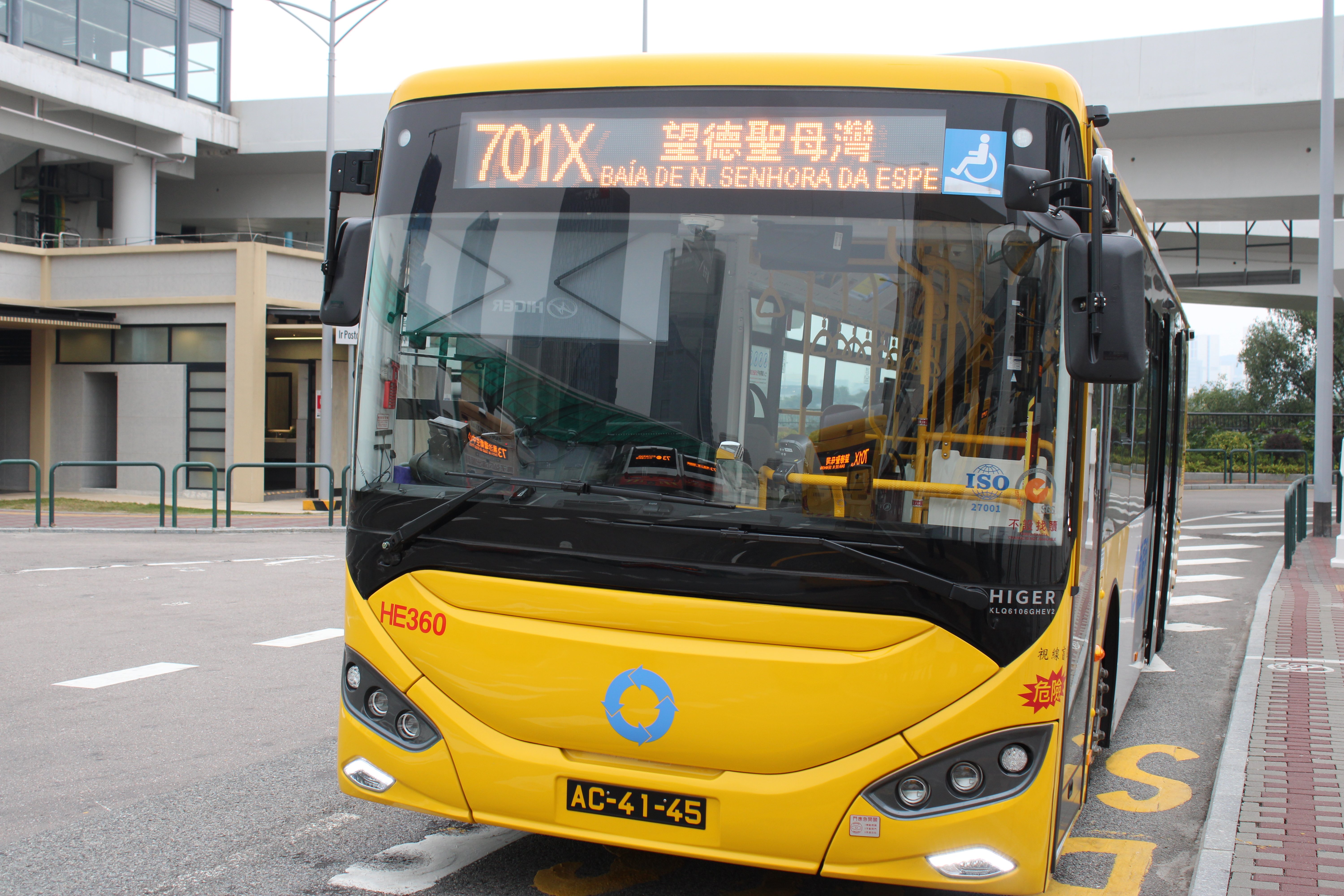
蘇州金龍KLQ6106GHEV2
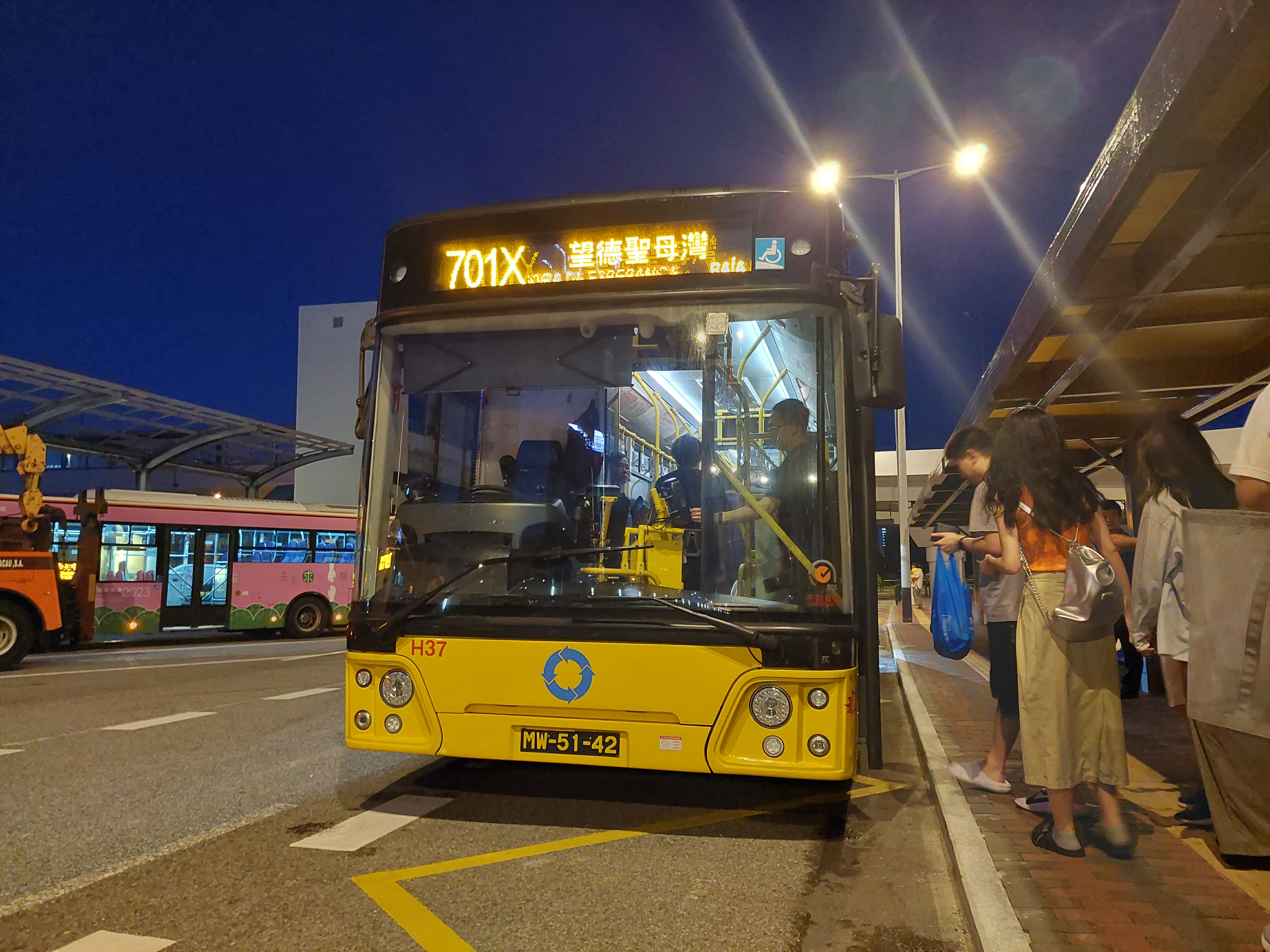
蘇州金龍KLQ6115GQ
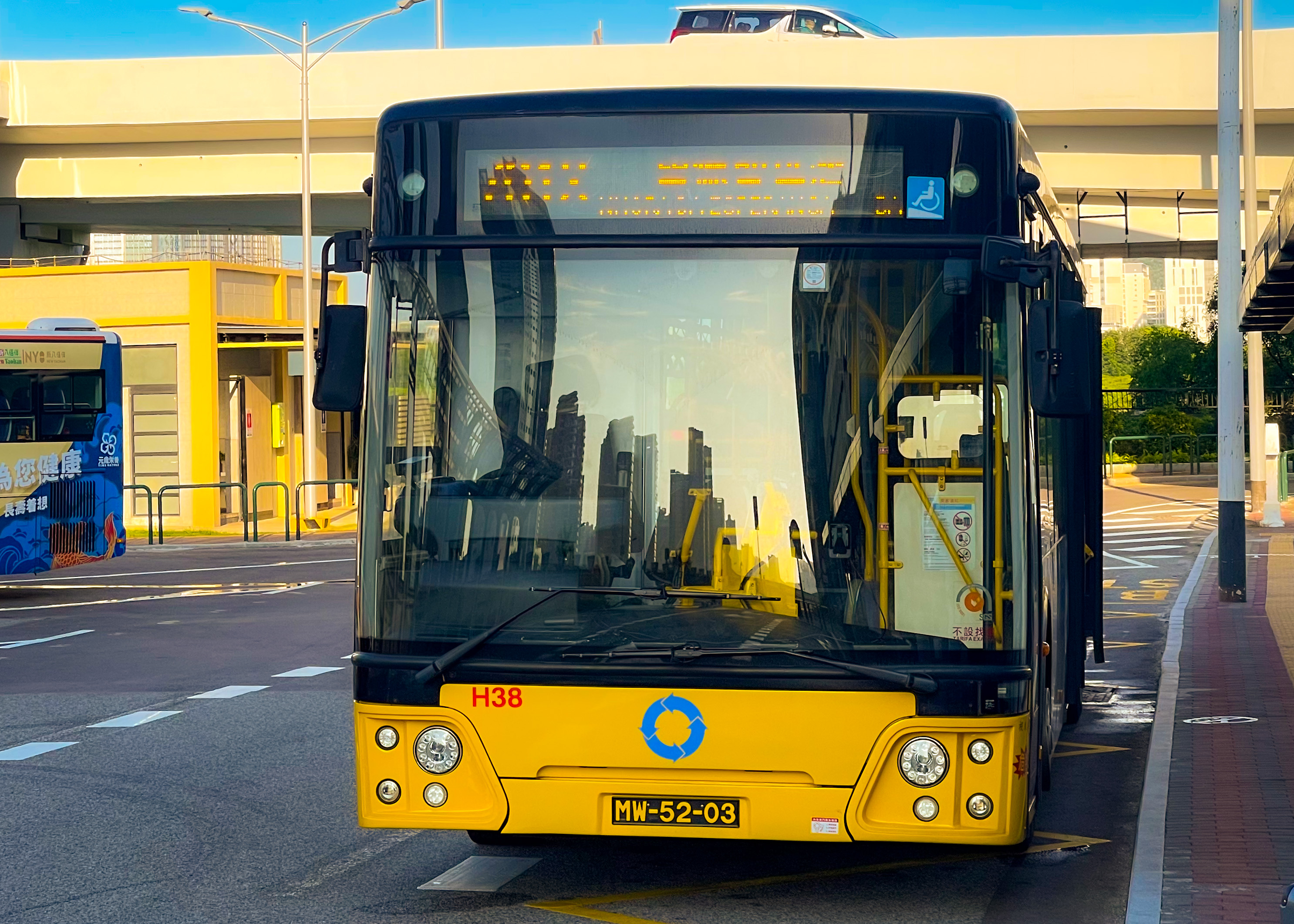
蘇州金龍KLQ6115GQ
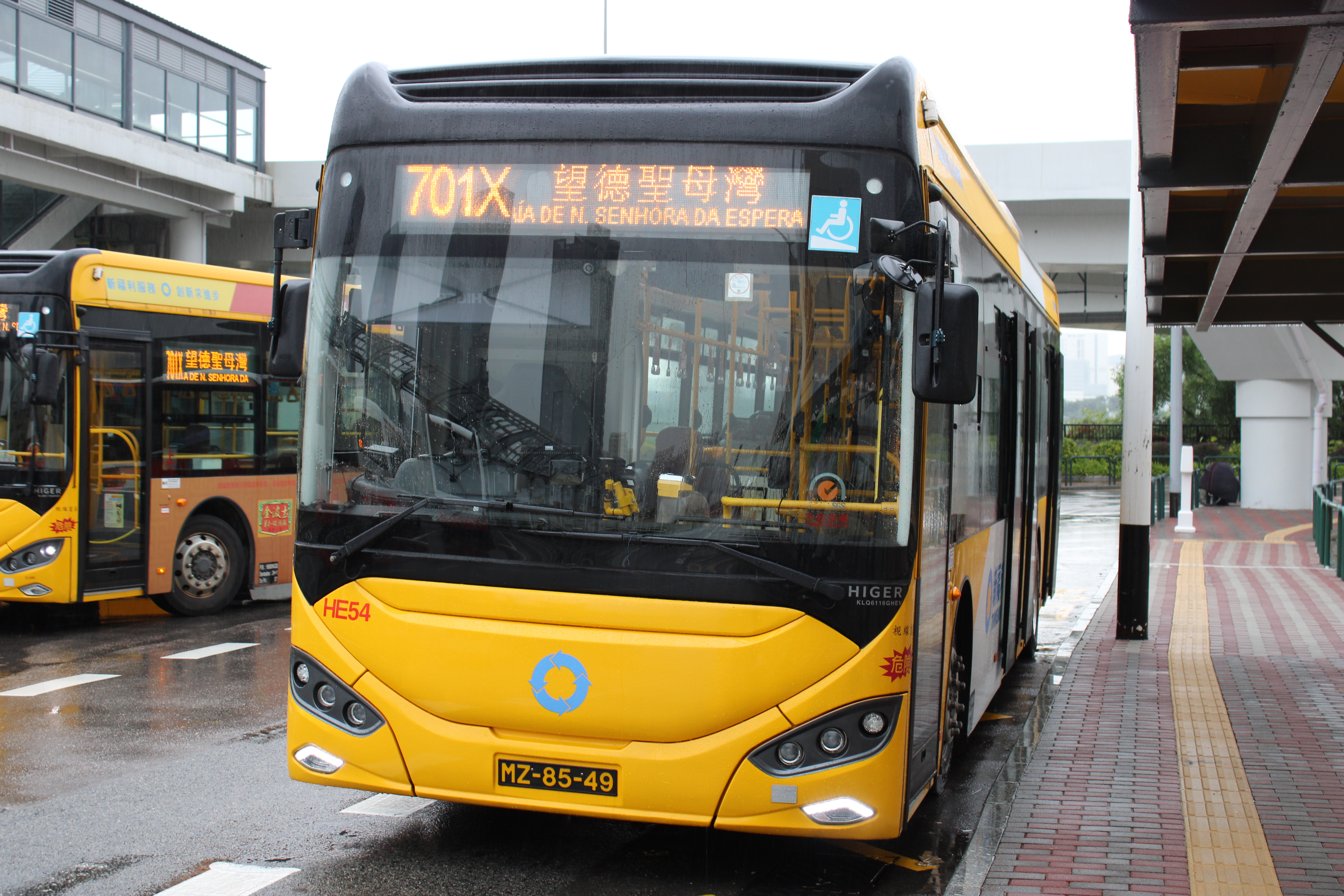
蘇州金龍KLQ6116GHEV
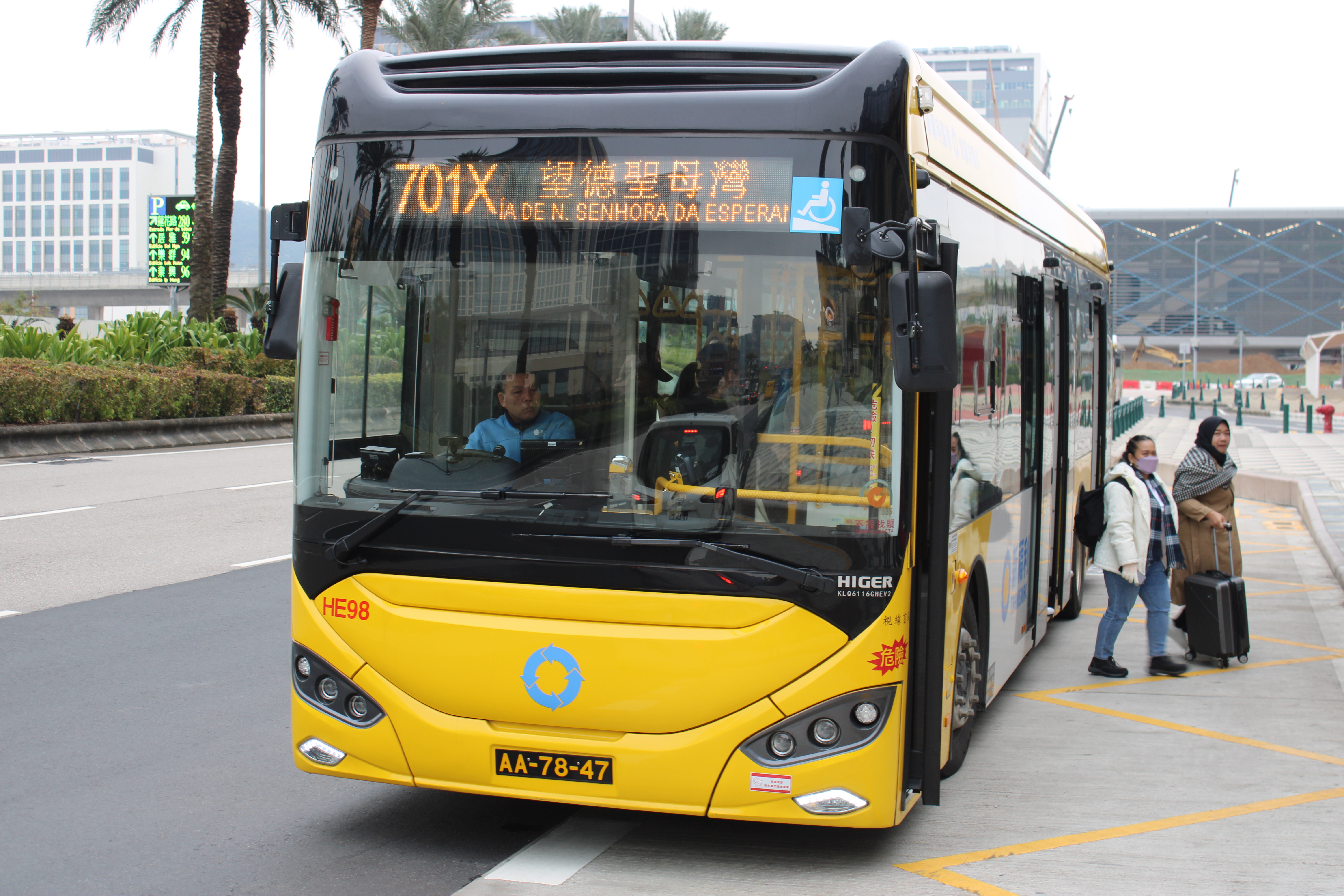
蘇州金龍KLQ6116GHEV2

2022年8月16日起：
- 蘇州金龍KLQ6108GQ30
- 蘇州金龍KLQ6108GQ28
- 蘇州金龍KLQ6108GQ28E4
- 蘇州金龍KLQ6108GQE5

2022年10月1日：
- 蘇州金龍KLQ6108GQ28E4

2022年10月2日
- 蘇州金龍KLQ6108GQ30
- 蘇州金龍KLQ6108GQ28E4

2022年10月3日起：
- 蘇州金龍KLQ6108GQ28
- 蘇州金龍KLQ6108GQ30
- 蘇州金龍KLQ6108GQ28E4

2022年12月1日起：
- 蘇州金龍KLQ6108GQ28
- 蘇州金龍KLQ6108GQ28E4
- 蘇州金龍KLQ6108GQE5

2023年2月1日起：
- 蘇州金龍KLQ6106GHEV
- 蘇州金龍KLQ6108GQ28E4

2023年2月7日起：
- 蘇州金龍KLQ6106GHEV
- 蘇州金龍KLQ6108GQ28E4
- 蘇州金龍KLQ6108GQE5

2023年2月13日起：
- 蘇州金龍KLQ6106GHEV
- 蘇州金龍KLQ6108GQ28E4

2023年9月起：
- 蘇州金龍KLQ6115GQ
- 蘇州金龍KLQ6106GHEV
- 蘇州金龍KLQ6116GHEV2
- 蘇州金龍KLQ6108GQ28E4

2023年11月起：
- 蘇州金龍KLQ6115GQ

2024年1月1日起：
- 蘇州金龍KLQ6116GHEV1
- 蘇州金龍KLQ6116GHEV2

2024年5月1日起：
- 蘇州金龍KLQ6106GHEV
- 蘇州金龍KLQ6106GHEV1

2024年8月23日起：
- 蘇州金龍KLQ6116GHEV

2024年12月1日起：
- 蘇州金龍KLQ6106GHEV2

#### 特見
- 蘇州金龍KLQ6115GQ（首日頭班車）

## 電牌
| 澳巴                        | 澳巴               | 澳巴       |
| 往路氹方向                  | 往路氹方向         | 往路氹方向 |
| 日期                        | 頭牌               | 圖例       |
| --------------------------- | ------------------ | ---------- |
| 2021年1月9日前              | 蓮花大橋           |            |
| 2021年1月9日至2023年9月26日 | 路氹連貫公路       |            |
| 2023年9月26日起             | 望德聖母灣         |            |
| 往橫琴／澳大方向            |                    |            |
| 日期                        | 頭牌               | 圖例       |
| 2023年10月1日前             | 橫琴澳方口岸       |            |
| 2023年10月1日起             | 橫琴口岸及澳門大學 |            |

| 新福利                      | 新福利       | 新福利     |
| 往路氹方向                  | 往路氹方向   | 往路氹方向 |
| 日期                        | 頭牌         | 圖例       |
| --------------------------- | ------------ | ---------- |
| 2021年1月9日前              | 蓮花大橋     |            |
| 2021年1月9日至2023年9月25日 | 路氹連貫公路 |            |
| 2023年9月26日起             | 望德聖母灣   |            |
| 往橫琴／澳大方向            |              |            |
| 日期                        | 頭牌         | 圖例       |
| 2023年9月26日前             | 橫琴澳方口岸 |            |
| 2023年9月26日起             | 澳門大學     |            |

## 路線資料

### 收費
| 收費類別     | 收費類別                      | 收費類別             | 費用 |
| ------------ | ----------------------------- | -------------------- | ---- |
| 現金         | 現金                          | 現金                 | $6.0 |
| 境外支付工具 | 支付寶（內地及香港）          | 支付寶（內地及香港） | $6.0 |
| 境外支付工具 | 雲閃付 非綁定澳門銀聯卡       |                      | $6.0 |
| 境外支付工具 | 微信支付（內地及香港）        |                      | $6.0 |
| 境外支付工具 | 交通聯合 非澳門發行的全國通卡 |                      | $6.0 |
| 境內支付工具 | 澳門通                        | 全民卡               | $4.0 |
| 境內支付工具 | 澳門通                        | 學生卡               | $2.0 |
| 境內支付工具 | 澳門通                        | 長者卡               | 免費 |
| 境內支付工具 | 澳門通                        | 殘疾卡               | 免費 |
| 境內支付工具 | 聚易用＋                      | 聚易用＋             | $4.0 |

### 服務時間及班距
| 服務時間                             | 服務時間     | 每天      |
| ------------------------------------ | ------------ | --------- |
| 澳門大學總站                         | 澳門大學總站 | 24小時    |
| 班距                                 | 00:00-07:00  | 25-30分鐘 |
| 班距                                 | 07:00-10:00  | 10-15分鐘 |
| 班距                                 | 10:00-15:00  | 20-25分鐘 |
| 班距                                 | 15:00-20:00  | 10-15分鐘 |
| 班距                                 | 20:00-23:35  | 20-25分鐘 |
| 颱風襲澳期間，蓮花大橋封閉時暫停營運 |              |           |

### 路線停站
| 701X | 澳門大學 ↺ 望德聖母灣 | 澳門大學 ↺ 望德聖母灣    | 澳門大學 ↺ 望德聖母灣 |
| 序號 | 循環線                | 循環線                   | 循環線                |
| 序號 | 站號                  | 站名                     | 輕軌站／出入境口岸    |
| 1    | T550/3                | 澳門大學總站             |                       |
| 2    | T560/5                | 橫琴澳方口岸             | 橫琴站 橫琴口岸       |
| 3    | T372                  | 蓮花路／新濠影匯         | 蓮花站                |
| 4    | T360                  | 連貫公路／新濠影匯       |                       |
| 5    | T376/1                | 連貫公路／巴黎人         |                       |
| 6    | T414                  | 永進馬路／美獅美高梅     |                       |
| 7    | T415                  | 路氹新城                 |                       |
| 8    | T384                  | 蓮花路／體育館馬路       |                       |
| 9    | T436                  | 溜冰路／東亞運體育館     |                       |
| 10   | T434                  | 機場大馬路／上葡京       |                       |
| 11   | T433                  | 射擊路／上葡京           |                       |
| 12   | T398                  | 體育館大馬路／美獅美高梅 |                       |
| 13   | T400                  | 路氹東／新濠天地         | 路氹東站              |
| 14   | T392                  | 霍英東馬路／新濠天地     |                       |
| 15   | T367                  | 望德聖母灣馬路／連貫公路 |                       |
| 16   | T394                  | 新城大馬路／威尼斯人     |                       |
| 17   | T396                  | 路氹西／金光會展         | 路氹西站              |
| 18   | T377                  | 路氹城馬路／巴黎人       |                       |
| 19   | T359                  | 蓮花圓形地               |                       |
| 20   | T355/2                | 蓮花路停車場             | 蓮花站                |
| 21   | T560/7                | 橫琴澳方口岸             | 橫琴站 橫琴口岸       |
| 22   | T550/3                | 澳門大學總站             |                       |

## 圖片集

### 澳巴
- 宇通ZK6105HG
- 宇通ZK6115HG1
- 宇通ZK6115HG1
- 廈門金旅XML6105J15
- 宇通ZK6118HGE
- 中通LCK6113SHEVG
- 中通LCK6113SHEVG
- 中通LCK6113SHEVG
- 中通LCK6113SHEVG
- 蘇州金龍KLQ6116GHEV

### 新福利
- 蘇州金龍KLQ6108GQ28
- 蘇州金龍KLQ6108GQ30
- 蘇州金龍KLQ6108GQ28E4
- 蘇州金龍KLQ6108GQ28E4
- 蘇州金龍KLQ6106GHEV
- 蘇州金龍KLQ6106GHEV
- 蘇州金龍KLQ6106GHEV1
- 蘇州金龍KLQ6106GHEV2
- 蘇州金龍KLQ6106GHEV2
- 蘇州金龍KLQ6106GHEV2
- 蘇州金龍KLQ6115GQ
- 蘇州金龍KLQ6115GQ
- 蘇州金龍KLQ6116GHEV
- 蘇州金龍KLQ6116GHEV2

## 特別班次客量
- 2022年8月4日晚上，由兩巴及旅遊巴提供本線的特別班次免費專車，共有14架次巴士接載了600多人到橫琴口岸。

## 本線分流路線
- 澳門巴士701XS路線

## 批評
- 在澳門大學連接橫琴口岸通道橋開通前，直達至澳大校區僅有「通琴號」跨境通勤專線，高校專線開通的原意是對學生方便並直達出入橫琴及澳大校區，但跨境通勤專線需要通過手機預約，加上班次固定兼較少，以及經常出現預約滿額情況。導致無法預約專線的師生改為乘坐102X路線到海濱圓形地一帶轉乘往返澳大的巴士路線出入校區，因此在交通花費時間方面相對較長，過程相對麻煩和不便。[17]

- 通道橋正式通車後，本線正式延長行程至澳大校區，但僅設「澳門大學總站」一站，惟該站距離澳大校區其他建築如宿舍、圖書館、教學樓、商場較遠，師生需要通過轉乘總站內其他路線前往澳大校區內其他建築。澳門立法會直選議員林宇滔於2023年10月上旬提出書面質詢中反映，橫琴口岸、離島醫院、鏡湖護校等地點巴士班次少，路線覆蓋範圍亦不足，被指明顯忽略大量在高等院校上班上學的師生，不便居於橫琴的在澳讀書或工作人士，導致高峰時段橫琴口岸人滿為患，建議政府同巴士公司協調延長如本線延伸澳大校區內其他建築及範圍，增加澳科大及離島醫療綜合體等站點，並加開相關班次。[18][19] 交通事務局局長林衍新回覆該書面質詢時表示，回覆稱配合橫琴口岸二期交通平台及澳門大學連接橫琴口岸通道橋啓用，經檢視公共巴士服務及綜合過往乘客反映的意見，擴大本線服務範圍，局方正檢視相關調整成效，並與澳門大學保持溝通收集意見，以滿足澳大師生往返橫琴口岸的需求。[20]

- 自澳門大學上課日期間，大批師生輪候本線上班或上學，交通事務局表示自2024年8月下旬起已開設特班車，由橫琴澳方口岸前往澳門大學總站，另跟進口岸二期交通樞紐平台改造情況。[21] 多名離島社諮委、澳門立法會議員、澳門大學學生會代表以及多份報章社評繼續各方面猛烈抨擊、批評交通事務局沒有改善橫琴口岸澳方口岸區的交通配套及巴士服務問題，繼續無視學生代表或社會人士建議本線延長至澳大校區內；另建議將以澳門大學總站為總站的部分巴士路線延多一站至橫琴澳方口岸開出或途經該站，認為相關路線在早晚尖峰時段的客流為錯開，能方便分流往返澳大校區或橫琴口岸的乘客。[22][23]

- 隨著連接路氹城蓮花站至橫琴站的輕軌橫琴線於2024年12月2日正式通車。其實早在橫琴線開通前，多名離島社區服務諮詢委員會委員關注往返或途經該口岸的巴士路線包括本線如何調整或作出優化[24]。在2025年2月，交通事務局代表出席離島社諮委恆常會議，有委員關注到本線隨著輕軌橫琴線通車，與澳門輕軌在路氹區的走線之重疊情況比較多，建議適時調整巴士運行途徑的站點和路線，但交通事務局代表表示因交通樞紐平台及輕軌橫琴線仍處於全面啟用的初期，仍需觀察掌握對巴士服務的影響，故未有任何相關巴士優化調整計劃[25][26]。

## 備註
1. ↑  但只有澳巴於巴士電牌上顯示本線的編號；新福利則顯示為專車
2. ↑  除開線當日、2022年8月4日特別班次、新福利於2020年12月-2021年1月，2023年6-7月連續營運、澳巴於2022年6-7月連續營運外
3. ↑  開線第一週
4. ↑  首航日及開線第二週
5. ↑  8月4日（特別班次）
6. ↑  包括8月4日特別班次

## 外部連結
- 澳門新福利公共汽車有限公司（官方網站） （页面存档备份，存于）
- 澳門公共汽車股份有限公司（官方網站） （页面存档备份，存于）